# 화학 혁명

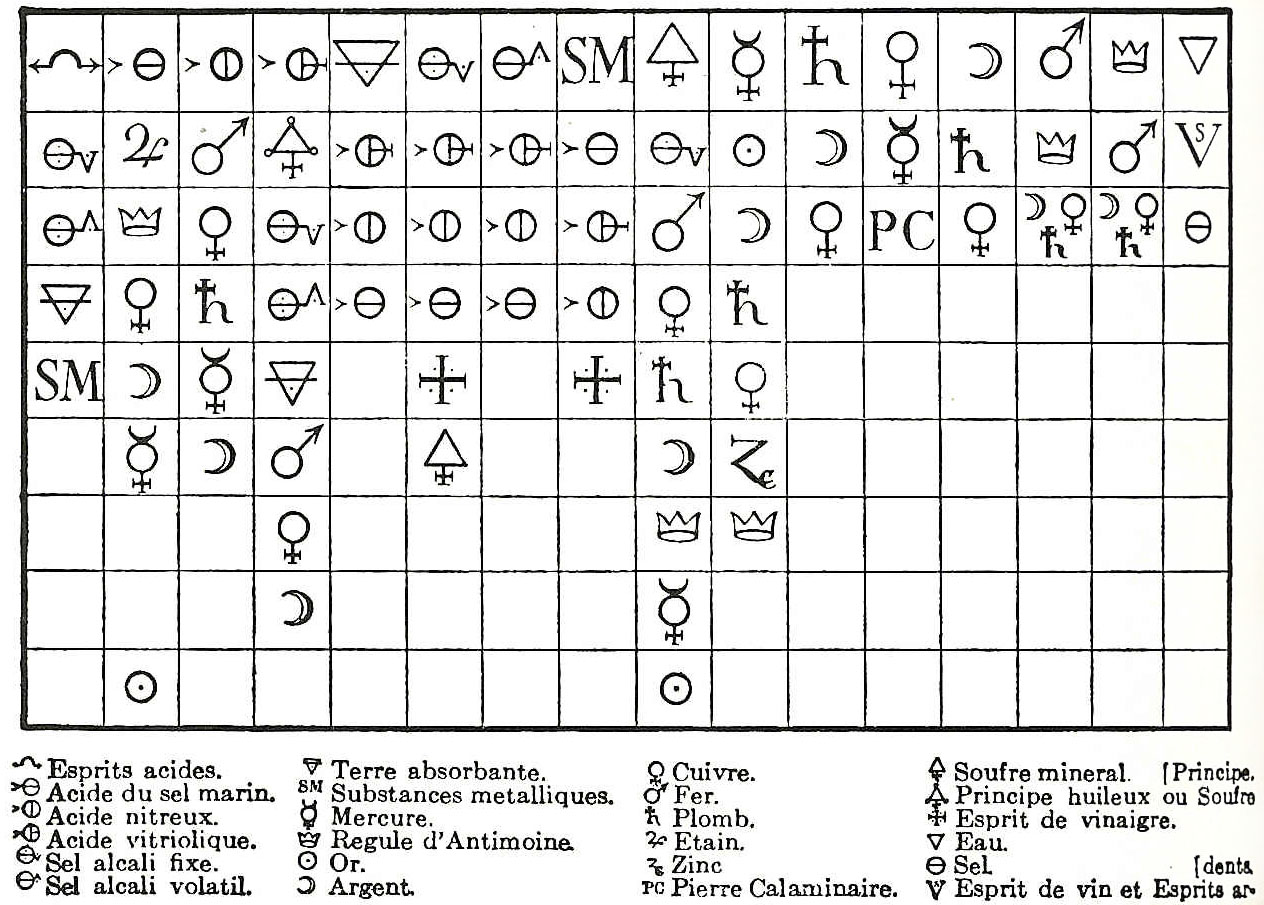
조프루아의 1718년 친화력표: 각 행의 머리에 화학종이 표시되어 있고 그 아래로 결합력 순서에 따라 화학종들을 나열하였다. MIT의 김미경 교수는 이 표를 화학 혁명의 시작으로 보았다.

화학 혁명(化學革命, 영어: chemical revolution)은 질량 보존의 법칙 발견과 연소가 산소와 결합하는 산화 임을 밝혀낸 일로 대표되는 화학의 근대적 혁신이다. 19세기에서 20세기 사이에는 화학 혁명을 프랑스 화학자 앙투안 라부아지에의 공로로 인식하여 그를 흔히 근대 화학의 아버지라고 부르기도 하였다. 그러나 최근의 과학사 연구에서는 화학 혁명이 최소 2세기 동안에 걸쳐 일어난 여러 사건들로 구성된다고 본다. 흔히 과학 혁명의 시기를 16세기에서 17세기로 파악하는데 비해 화학 혁명의 시기는 그 보다 1세기 정도 늦은 17세기에서 18세기의 시대로 본다.

## 연금술에서 화학으로

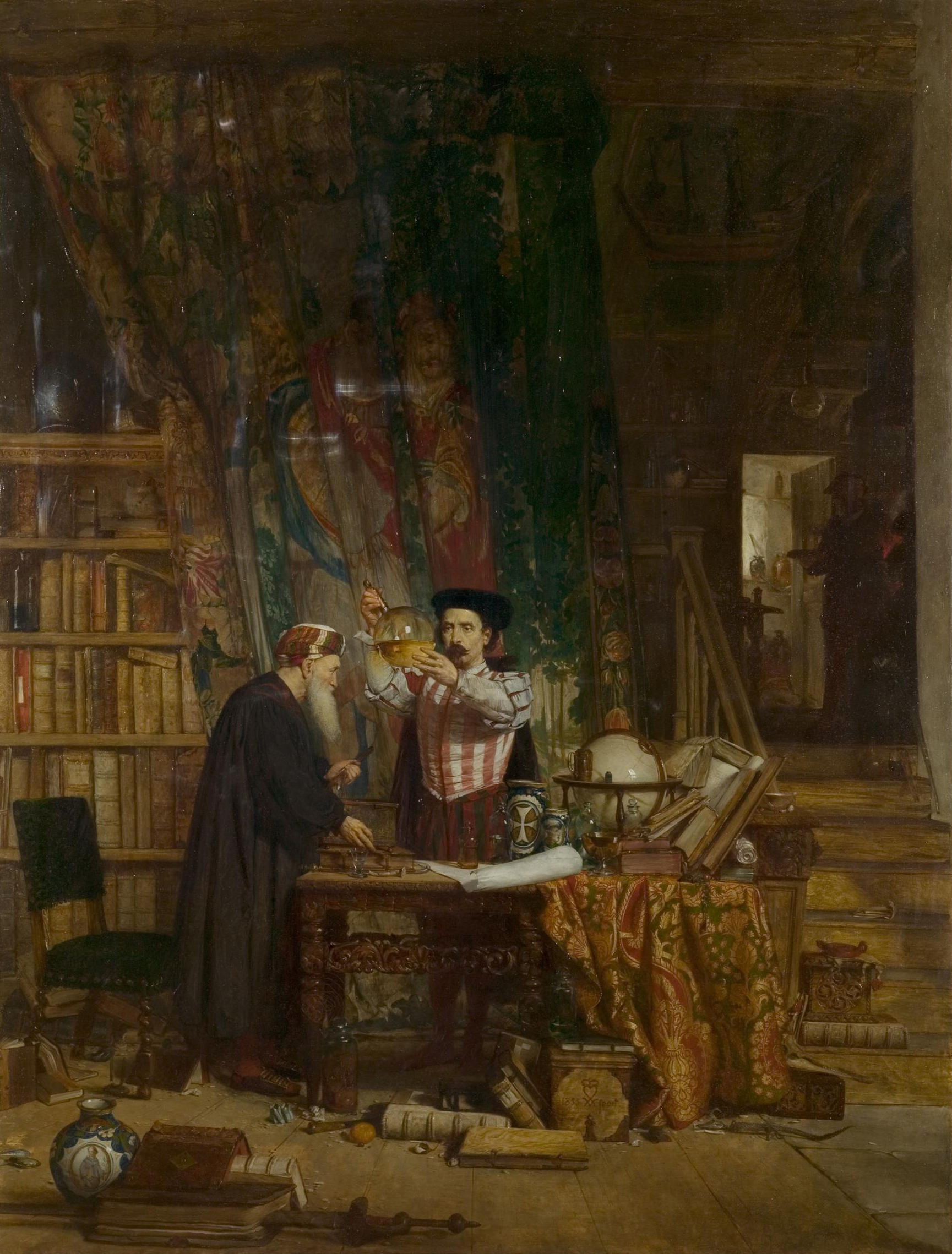
윌리엄 더글러스의 1853년 작 《연금술사》

근대 이전에도 이미 인류는 많은 화학적 지식을 이용하여 왔다. 화약은 중국에서 발명되어 이슬람을 거쳐 유럽에 소개되었고, 강철은 세계 곳곳에서 독자적인 방법으로 제작되어 왔다. 그러나 이러한 화학 기술의 발전은 오랜 기간 누적되어온 경험을 기반으로 한 것이기는 하나, 일관된 설명이 결여되어 비과학적이었다. 중국에서는 도교의 영향으로 불로불사의 영약을 만드려는 목적의 연단술이 횡횡하였고, 유럽에서는 금을 만들고 현자의 돌을 얻으려는 연금술이 행해졌다.
16세기 이후 과학 혁명의 과정에서 엄밀한 과학을 추구하던 사람들도 이러한 경향에서 벗어나지는 못하였다. 아이작 뉴턴이 연금술에 심취했다는 것은 널리 알려진 이야기이고, 티코 브라헤 역시 그의 천문대에 연금술 실험실을 차렸다. 근세 유럽에서 의학이나 약학에 관한 실험은 모두 연금술 취급을 받고 있었다.연금술은 분명 과학으로 취급할 수 없는 것이지만, 그 과정에서 사용된 개념과 실험 방법, 측량법 등의 발달은 현대 화학의 형성에 큰 기여를 하였다. 르네상스 이후 근세 유럽은 이슬람 세계의 과학을 광범위하게 받아들였으며 이 과정에서 연금술의 방법과 기술도 도입되었다. 오늘날에도 남아있는 알코올, 알칼리(염기)와 같은 말은 아랍어에서 기원한 것이다.
그러나, 과학적 방법의 도입으로 연금술은 점차 화학으로 변화해 갔다. 연소에 대한 플로지스톤설 논쟁에서 보이듯 화학 반응과 화합물을 재현 가능한 경험론적 개념으로 정리하려 하였고, 측정하고자 하는 요소들을 특성화하고 정량화하고자 노력하였다. 예를 들어 장앙드레 드뤽(en:Jean-André Deluc)은 라부아지에의 연소 이론을 강하게 거부하였고, 비는 공기가 물로 변한 것이라고 주장했지만, 스스로 기압계를 들고 알프스산에 올라 고도에 따른 기압의 차이를 측정하는 경험론자였다.
과학 혁명은 과학의 주도권에 대한 "체제의 변화"를 수반하였다. 근대 이전의 공식적인 과학 활동이 가톨릭이 소유한 대학의 학자들에 의해 진행되었다면 새로운 과학은 세속적이고 상업적인 엘리트들에 의해 주도되었다. 화학 혁명 역시 이러한 흐름 속에서 계몽주의를 신봉하는 젠트리 엘리트들에 의해 촉진되었다. 로버트 보일이나 앙투안 라부아지에 등의 연구자들은 영국의 왕립학회나 프랑스의 프랑스 과학 아카데미와 같은 새로운 과학 엘리트 집단의 구성원이었다.
화학 혁명은 새로운 사실의 발견보다 오히려 패러다임의 변화를 의미한다. 1620년 네덜란드 출신의 연금술사 코르넬리위스 드레벨은 자신이 발명한 잠수함을 템즈강 아래로 3시간 동안 잠수시켰다. 작은 통에 불과한 잠수함 안에서 숨을 쉬기 위해 그는 초석을 가열하여 산소를 공급하였다. 산소라는 말이 만들어지기 200년 전에 이미 공기 속엔 숨쉬기에 필요한 성분이 따로 있다는 것을 알고 있었지만, 그것의 개념을 정립하고 이름을 붙이고, 정량화하여 연구하는 개념은 화학 혁명 이후에나 가능하였던 것이다.

## 중요 발견

### 화학종
화학 혁명의 중요 사건으로는 우선 연금술로부터 이어진 중량 분석의 방식에 의학과 산업의 발달에서 비롯된 새로운 도구들이 도입된 것을 들 수 있다. 이러한 정량적 분석을 통해 화학은 고대 그리스 시대에 형성된 가설에 도전장을 내밀 수 있게 되었다. 예를 들어 화학자들은 모든 화학 물질은 고대 원소론이 주장하는 사대 원소나 중세 시기 연금술사들이 주장한 팔대 원소보다 더 많은 원소들로 이루어져 있다는 것을 보일 수 있었다. 아일랜드의 연금술사 로버트 보일은 기계론적 소립자 이론으로 화학 혁명의 기반을 닦았다. 보일의 소립자이론은 여전히 연금술적 사상에 가까운 것이나 실험에 있어 과학적 방법을 도입하여 화학 연구의 길을 열게 되었다.
세상을 이루는 물질들이 무수히 많은 화학종으로 이루어져 있다는 것을 밝힌 것은 화학 혁명의 시작을 알리는 일이었다. 1718년 조프루아는 화학종들 사이의 친화력을 나타내는 《친화력표》를 발표하였다. 《친화력표》는 약산 물질들을 분류하고 그것들 사이의 결합력 순서를 정리한 것이었다. MIT의 김미경 교수는 이 표를 화학 혁명의 시작으로 보았다.
18세기 중반 조세프 블랙이 "굳은 공기"(이산화탄소)를 발견하면서 사용한 새로운 실험 기법도 화학 혁명의 중요한 이정표가 되었다. 이 발견은 공기가 단일한 물질이 아니라는 것을 증명한 것으로써 특히 중요하게 다루어졌다. 이에 따라 이전에는 그저 공기라고 부르던 대상은 이제 여러 가지 기체로 나뉘어 불리게 되었다. 18세기 말 헨리 캐번디시와 조지프 프리스틀리는 공기가 단일한 원소가 아닌 몇 가지 기체의 혼합물임을 증명하였다. 19세기에 들어서면서 기체들은 산업적 요구에 부응하여 화학적 명명법에 따른 이름을 갖게 되었다.

### 정밀한 기구

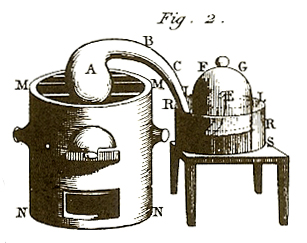
라부아지에가 《화학 원론》에서 소개한 실험 장치

앙투안 라부아지에가 화학 혁명을 시작한 사람으로 평가되고 흔히 "근대 화학의 아버지"로 불리는 까닭은 그가 화학 실험을 정량화하였기 때문이다. 실험을 정량화하고 수학을 도입하자 화학은 "좀더 엄밀한 과학"이 되었다. 라부아지에는 연구에서 세심하게 주의를 기울인 평형표를 작성하고 화학종의 변화 전 과정에서 질량이 보존되는 것을 증명함으로써 화학 연구 분야를 바꾸었다. 라부아지에는 온도계, 기압계뿐만아니라 피에르시몽 라플라스와 함께 제작한 열량계를 화학반응 측정에 도입하였다.
화학 혁명의 과정에서 수 많은 도구들이 개량되거나 새롭게 도입되었다. 어떤 도구들은 측정하고자 하는 특성을 새롭게 정의해야 하는 것들도 있었다. 대표적인 것이 온도계이다. 이전에 사용하던 온도계는 눈금의 단위와 온도의 표시방법이 제각각이어서 정량적 표현을 하기에 부족함이 많았다. 1742년 안데르스 셀시우스가 물의 끓는점을 0 °C로, 어는 점을 100 °C로 정의한 섭씨 온도를 제안하였고, 이후 1745년에 칼 리네우스(Carolus Linnaeus)는 물의 어는점을 0 °C로, 끓는 점이 100 °C로 바꾸어 정의하였다. 그러나 물의 어는점과 끓는점은 기압에 따라 달라졌고, 과냉각과 같이 어는점 아래에서도 얼음이 되지 않는 현상도 있었기 때문에 이를 정확히 정의하는 것은 쉽지 않은 일이었다. 온도에 대한 정의와 측정 도구의 개발은 수 많은 시행착오를 거치면서 정교화되었다.

### 연소 이론
18세기 유럽에서 연소에 대한 이론은 플로지스톤설이 주류였다. 물질마다 플로지스톤이라는 가상의 원소가 섞여있는데 연소는 이 플로지스톤이 분리되면서 일어나는 현상이라고 설명하였다. 그러나, 당시 화학자들은 플로지스톤을 정확히 특성화하지는 못하여서 연소를 일으키는 물질이라고 설명하기도 하였고 연소 자체의 원리라는 설명도 있었으며, 열과 불이라는 주장도 있었다. 라부아지에는 플로지스톤을 정량적으로 측정하고자 하였으나 실패하였다. 그는 연소 뒤 물질의 질량이 오히려 증가함을 발견하고 플로지스톤설을 폐기하고 연소는 산소와 결합하는 화학 반응이라는 독자적인 연소 이론을 수립하였다. 라부아지에는 자신의 실험을 정량적으로 측정하기 위해 다양한 실험 도구를 고안하였고, 온도계, 기압계, 열량계 등의 정밀한 측정 도구들을 사용하였다.
라부아지에는 그의 정밀한 측정에도 불구하고 수 많은 플로지스톤설 옹호론자들이 제기하는 반론에 부딪혔다. 조지프 프리스틀리와 같은 화학자들은 라부아지에의 측정 결과는 단지 가설의 적합성을 보이는 것일 뿐 자체적으로 이론의 근거가 될 수 없다고 비판하였다. 플로지스톤설을 옹호하는 라부아지에의 반대자들은 별개의 관측자가 독립된 실험에서 같은 결과를 도출해야 한다고 요구하였다. 라부아지에는 밀폐된 조건에서 연소가 일어나면 전체 질량이 보존되는 질량 보존 법칙의 실험 결과를 제시하였고 다른 과학자들의 반복된 재현 실험으로 검증되어 결국 플로지스톤설은 폐기되었다. 이로서 정량적 측정과 과학적 방법에 의한 연구가 화학의 주류로 올라서게 되었다.

## 화학 원론
1789년 발간된 앙투안 라부아지에의 《화학 원론》은 화학 혁명의 기념할만한 이정표이다. 그는 이 책에서 산소, 질소, 수소, 인, 수은, 아연, 황과 같은 물질들을 더 이상 화학적으로 분해할 수 없는 원소들로 규정하였고, 당시까지 알려진 33개의 원소를 4개의 그룹으로 분류하였다.
| 그룹                           | 원소 |
| ------------------------------ | --- |
| 동식물 및 광물계에 포함된 원소 | 산소, 수소, 질소, 빛, 열(칼로릭)                                                                           |
| 산을 만드는 원소               | 황, 인, 탄소, 염소, 플루오르, 붕산                                                                         |
| 염기를 만드는 원소             | 안티몬, 비소, 은, 구리, 주석, 아연, 철, 망간, 몰리브덴, 수은, 니켈, 금, 백금, 텅스텐                       |
| 염을 만드는 원소               | 생석회(산화칼슘), 바라이트(산화바륨), 마그네시아(산화알루미늄), 알루미나(산화알루미늄), 실리카(이산화규소) |

라부아지에는 《화학 원론》에서 원소의 분류와 함께 이전까지 관습적으로 사용되던 물질명을 대체하여 화학적 명명법을 제안하였다. 당시 화합물의 이름은 연금술에서 비롯된 것, 발견자의 이름을 붙인 것, 성질에서 유추한 것 등 제각각이었다. 예를 들어 황산칼륨은 안티몬의 버터라고 불렸는데, 그 형상이 버터와 비슷하였기 때문이다. 라부아지에의 화학 명명법은 오늘날에도 쓰이고 있다.

## 화학 산업

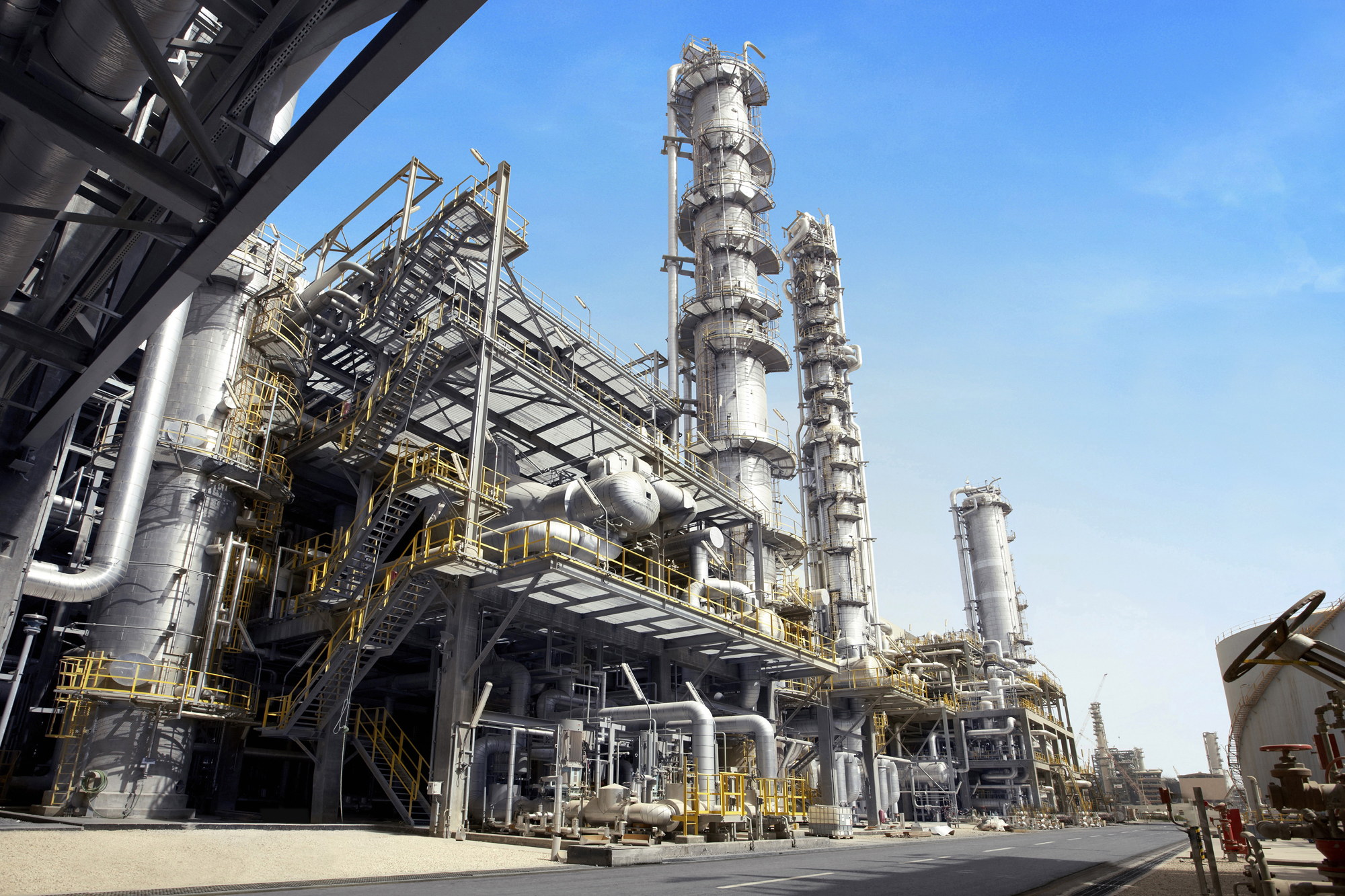
사우디아라비아의 정유공장

화학 혁명은 19세기 말부터 근대 화학 산업과 결합하였다. 인공 비료의 발명과, 석유화학의 발달, 나일론과 같은 인조 섬유의 발명은 제2차 화학 혁명으로 불릴 만큼 인류 역사에 많은 변화를 가져왔다.

## 같이 보기
- 근대 화학의 성립
- 로버트 보일
- 앙투안 라부아지에